# Wilhelm Albrecht von Burghagen
Wilhelm Albrecht von Burghagen (* 29. Januar 1739 in Burghagen; † 12. September 1799 in Bielefeld) war ein preußischer Generalmajor und Chef des Infanterieregiments Nr. 10.

## Leben

### Herkunft
Wilhelm Albrecht war der Sohn von Hardwig Georg von Burghagen (* 14. Oktober 1697; † 9. März 1784 in Burghagen) und dessen Ehefrau Sophie Luise von Graevenitz (* 1720; † 25. März 1788 in Burghagen). Sein Vater war Premierleutnant a. D. und Erbherr von Burghagen, Kleinow, Gerdshagen und Schönhagen.

### Militärkarriere
Burghagen kam im Jahr 1753 als Gefreitenkorporal in das Infanterieregiment „von Kleist“ Nr. 27. Während des Siebenjährigen Krieges nahm er an den Schlachten von Lobositz, Breslau, Leuthen, Zorndorf und Hochkirch sowie an der Belagerung von Prag und der Verteidigung von Kolberg teil. In dieser Zeit wurde er am 15. Juni 1757 Fähnrich, am 16. Januar 1758 Sekondeleutnant und am 2. November 1762 Premierleutnant.
Nach dem Krieg wurde er am 19. Oktober 1773 Kapitän und Kompaniechef in seinem Regiment. Burghagen nahm am Bayrischen Erbfolgekrieg teil und wurde am 26. September 1784 Major. Als solcher wurde er am 13. März 1786 Kommandeur des Grenadierbataillons „Wülknitz“. Er nahm 1787 am Feldzug in Holland teil und erhielt am 1. Oktober 1787 für das Gefecht bei Amstelveen den Orden Pour le Mérite. Am 10. Mai 1790 wurde er Regimentskommandeur. Am 22. Mai 1792 erhielt er die Beförderung zum Oberstleutnant. Während des Ersten Koalitionskrieges kämpfte er in der Schlacht bei Kaiserslautern, im Gefecht bei Vicogne, St. Amand, Valenciennes, Schwalm, St. Imbert und Johanniskreuz. Am 9. Januar 1794 wurde er zudem zum Oberst befördert. Nach dem Krieg wurde Burghagen am 20. März 1799 mit Patent vom 25. März 1799 Generalmajor. Kurz darauf übernahm er als Chef das Infanterieregiment Nr. 10 „von Romberg“.

### Familie
Burghagen war mit Magdalene Albertine Gottliebe von dem Knesebeck (* Juni 1759; † 18. Oktober 1829 in Salzwedel) verheiratet. Aus der Ehe ging ein Kind hervor:
- Friedrich Karl Ludwig (* 13. März 1791 in Stendal; † 19. Juli 1834 in Hamburg); preußischer Major a. D., zuletzt im 7. Dragonerregiment